# Finale de la Coupe des clubs champions européens 1977-1978
La finale de la Coupe des clubs champions européens 1977-1978 est remportée par le Liverpool FC, qui soulève la coupe pour la deuxième fois consécutive.

## Parcours des finalistes
Note : dans les résultats ci-dessous, le score du finaliste est toujours donné en premier (D : domicile ; E : extérieur).
| Liverpool FC                        | Liverpool FC                        | Liverpool FC                        | Liverpool FC                        |                     | FC Bruges       | FC Bruges | FC Bruges | FC Bruges    |
| ----------------------------------- | ----------------------------------- | ----------------------------------- | ----------------------------------- | ------------------- | --------------- | --------- | --------- | ------------ |
| Adversaire                          | Total                               | Aller                               | Retour                              | Tour                | Adversaire      | Total     | Aller     | Retour       |
| Exempté en tant que tenant du titre | Exempté en tant que tenant du titre | Exempté en tant que tenant du titre | Exempté en tant que tenant du titre | Premier tour        | KuPS Kuopio     | 9 - 2     | 4 - 0 (E) | 5 - 2 (D)    |
| Dynamo Dresde                       | 6 - 3                               | 5 - 1 (D)                           | 1 - 2 (E)                           | Huitièmes de finale | Panathinaïkos   | 2 - 1     | 2 - 0 (D) | 0 - 1 (E)    |
| Benfica Lisbonne                    | 6 - 2                               | 2 - 1 (E)                           | 4 - 1 (D)                           | Quarts de finale    | Atlético Madrid | 4 - 3     | 2 - 0 (D) | 2 - 3 (E)    |
| Borussia Mönchengladbach            | 4 - 2                               | 1 - 2 (E)                           | 3 - 0 (D)                           | Demi-finales        | Juventus FC     | 2 - 1     | 0 - 1 (E) | 2 - 0 ap (D) |

## Feuille de match
| 10 mai 1978 | Liverpool FC | 1 – 0   | FC Bruges | Stade de Wembley, Londres                       |                                                 |
|             | Dalglish 64e | (0 – 0) |           | Spectateurs : 92 500 Arbitrage : Charles Corver | Spectateurs : 92 500 Arbitrage : Charles Corver |
|             | Rapport      |         |           | Spectateurs : 92 500 Arbitrage : Charles Corver | Spectateurs : 92 500 Arbitrage : Charles Corver |

| Liverpool | FC Bruges |

|               |    |                  |     |     |
|               |    |                  |     |     |
| G             | 1  | Ray Clemence     |     |     |
| DD            | 2  | Phil Neal        |     |     |
| DC            | 3  | Alan Hansen      |     |     |
| DC            | 4  | Phil Thompson    |     |     |
| MG            | 5  | Ray Kennedy      |     |     |
| DG            | 6  | Emlyn Hughes     |     |     |
| ATT           | 7  | Kenny Dalglish   |     |     |
| MD            | 8  | Jimmy Case       | 29e | 63e |
| ATT           | 9  | David Fairclough |     |     |
| MC            | 10 | Terry McDermott  |     |     |
| MC            | 11 | Graeme Souness   |     |     |
| Remplaçants : |    |                  |     |     |
| MF            | 12 | Steve Heighway   |     | 63e |
| GK            | 13 | Steve Ogrizovic  |     |     |
| DF            | 14 | Joey Jones       |     |     |
| DF            | 15 | Colin Irwin      |     |     |
| MF            | 16 | Ian Callaghan    |     |     |
| Entraineurs : |    |                  |     |     |
| Bob Paisley   |    |                  |     |     |

|               |    |                   |     |     |
|               |    |                   |     |     |
| G             | 1  | Birger Jensen     |     |     |
| D             | 2  | Fons Bastijns     |     |     |
| D             | 3  | Edi Krieger       |     |     |
| D             | 4  | Georges Leekens   |     |     |
| D             | 5  | Gino Maes         |     | 80e |
| M             | 6  | Julien Cools      |     |     |
| M             | 7  | René Vandereycken | 35e |     |
| M             | 8  | Dany De Cubber    |     |     |
| ATT           | 9  | Jan Simoen        |     |     |
| M             | 10 | Lajos Kű          |     | 58e |
| ATT           | 11 | Jan Sørensen      |     |     |
| Remplaçants : |    |                   |     |     |
| G             | 12 | Leen Barth        |     |     |
| M             | 13 | Dirk Sanders      |     | 58e |
| D             | 14 | Jos Volders       |     | 80e |
| ATT           | 15 | Raoul Lambert     |     |     |
| ATT           | 16 | Bernard Verheecke |     |     |
| Entraineurs : |    |                   |     |     |
| Ernst Happel  |    |                   |     |     |